# Zoek mijn iPhone
Zoek mijn iPhone, dikwijls ook Zoek mijn iPod, Zoek mijn iPad, Zoek mijn Mac, Zoek mijn Apple Watch en Zoek mijn AirPods  genoemd (afhankelijk van het apparaat), is een applicatie ontwikkeld door Apple Inc. om producten van Apple terug te vinden. Mocht het apparaat geen internetverbinding hebben, dan wordt de laatst bekende locatie weergegeven.
De functie is beschikbaar vanaf iOS 8 of tot aan iOS 13 en vanaf OS X 10.7.5 Lion tot aan macOS 10.15 Catalina, waarna het vervangen is door de app Zoek mijn, een samenvoeging van Zoek mijn iPhone en Zoek mijn vrienden. Voor het gebruik van deze app is een iCloud-account nodig. Echter is de applicatie in iOS niet ingebouwd in het besturingssysteem, de applicatie Find My iPhone kan gratis worden gedownload in de App Store.

## Geschiedenis
Zoek Mijn iPhone was voor het eerst geïntroduceerd als een applicatie in juni 2010 voor gebruikers van MobileMe. In november 2010 met de release van iOS 4.2 was Zoek Mijn iPhone gratis beschikbaar voor sommige iOS-apparaten. Sinds de release van iCloud in oktober 2011 is Zoek mijn iPhone gratis te gebruiken voor alle iCloud-gebruikers, ook de service Zoek mijn Mac was sindsdien beschikbaar.
In iOS 13 en macOS 10.15 Catalina is de applicatie samengevoegd met Zoek mijn vrienden tot de app Zoek mijn.

### Versiegeschiedenis
| Versienummer | Datum van introductie | Veranderingen |
| ------------ | --------------------- | --- |
| 1.0          | 15 juni 2010          | - Eerste introductie |
| 1.0.1        | 7 september 2010      | - Ondersteuning voor de vierde generatie iPod Touch - Verbeterde vertaling en fouten zijn gerepareerd |
| 1.1          | 22 november 2010      | - Gratis introductie voor apparaten met iOS 4.2 - Nieuwe talen zijn toegevoegd |
| 1.2          | 6 juni 2011           | - Als het apparaat offline was terwijl iemand wel probeerde de iPhone te lokaliseren wordt er vanaf deze versie een e-mail gestuurd bij de eerst volgende keer dat het apparaat online is - Mogelijkheid om een offline apparaat te verwijderen     |
| 1.2.1        | 8 augustus 2011       | - Stabiliteitsverbeteringen |
| 1.3          | 12 oktober 2011       | - Ondersteuning voor iCloud - Zoek Mijn Mac - Mogelijkheid om een e-mail aan te vragen waar het apparaat zich bevindt, wat voorheen niet mogelijk was omdat het apparaat geen internetverbinding had                                                |
| 1.4          | 7 maart 2012          | - Ondersteuning voor de derde generatie iPad - Stabiliteitsverbeteringen |
| 2.0          | 19 september 2012     | - De ¨Verloren Modus¨ voor iOS 6 of later - Mogelijkheid om te zien hoeveel er nog in de accu zit van het desbetreffende apparaat - Mogelijkheid om altijd ingelogd te blijven voor iOS 6 of later                                                  |
| 2.0.1        | 11 december 2012      | - Mogelijkheid om de routes te zien vanaf de kijkers locatie tot de (laatst bekende) locatie van het apparaat - Meerdere knoppen, zoals "Geluid afspelen", "Verloren", en "Wis iPhone" werden verplaatst naar een apart scherm van de kaartweergave |
| 2.0.2        | 21 maart 2013         | - Stabiliteitsverbeteringen |
| 2.0.3        | 22 augustus 2013      | - Stabiliteitsverbeteringen |
| 3.0          | 22 oktober 2013       | - Nieuw design voor apparaten draaiende op iOS 7 |
| 4.0          | 17 september 2014     | - Ondersteuning voor iOS 8 en Delen met gezin |